# Yrsa Sigurðardóttir

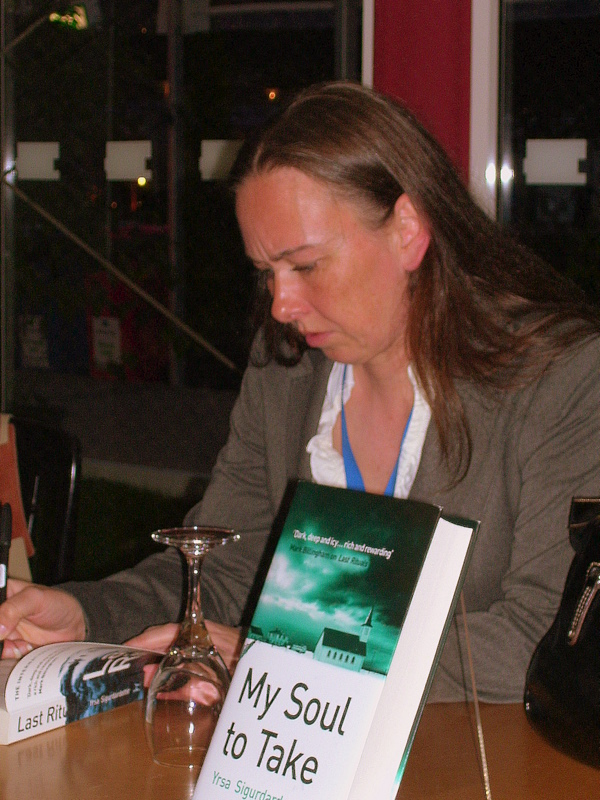
Yrsa Sigurðardóttir în 2009

Yrsa Sigurðardóttir este o scriitoare islandeză. A scris numeroase romane polițiste, printre care se numără și Zile întunecate, Suflete damnate și Cenușă și pulbere.
Yrsa a profesat ingineria la Reykjavík, iar în prima parte a profesiei de scriitoare a publicat cărții pentru copii, care au fost premiate și s-au bucurat de un mare succes. Apoi, Yrsa a început să abordeze literatura polițistă, iar seria de cărți al cărei personaj principal este avocata Thóra Gudmundsdóttir a făcut-o celebră în lume. La momentul actual, ea este una dintre cele mai publicate autoare scandinave de romane polițiste.

## Lucrări

### Romane polițiste
| Titlu original și an   | Titlul tradus     | Titlu în engleză |
| ---------------------- | ----------------- | ---------------- |
| Þriðja táknið (2005)   | Exemplu           | Last rituals     |
| Sér grefur gröf (2006) | Suflete damnate   | My soul to take  |
| Aska (2007)            | Exemplu           | Exemplu          |
| Auðnin (2008)          | Zile întunecate   | The Day is Dark  |
| Horfðu á mig (2009)    | Exemplu           | Exemplu          |
| Ég man þig (2010)      | Exemplu           | Exemplu          |
| Brakið (2011)          | Cenușă și pulbere | Ashes to Dust    |